# رمزگذاری سرتاسر
رمزگذاری سرتاسر (به انگلیسی: End-to-end encryption) یک سیستم ارتباطی است که تنها افراد دو طرف ارتباط، قادر به خواندن پیام‌ها هستند. در این شیوه ارتباطی، شنود کلیدهایی که برای رمزگذاری مکالمه استفاده می‌شود برای هیچ فردی از جمله رساننده خدمات اینترنتی و ارائه دهندگان خدمات مخابراتی امکان‌پذیر نخواهد بود. در رمزگذاری سرتاسر از آنجا که هیچ شخص دیگری امکان کشف داده‌های در حال مبادله یا ذخیره را ندارد، امکان مراقبت و دستکاری غیرممکن است. به همین دلیل شرکت‌هایی که از شیوه رمزگذاری سرتاسر استفاده می‌کنند، نمی‌توانند پیام‌های مشتریان خود را به مقامات امنیتی ارائه دهند.